# Solartracker

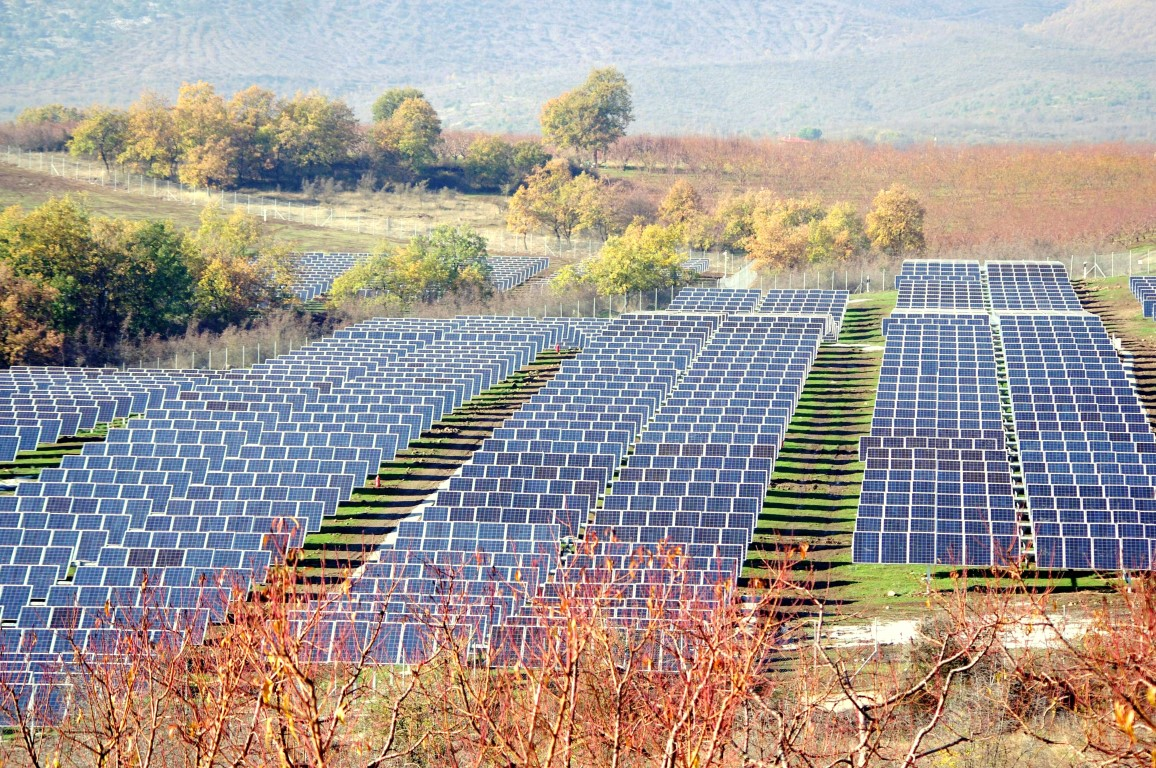
Solaranlage mit einachsigen Nachführsystemen in Griechenland

Solartracker sind dem Sonnenstand nachgeführte Solaranlagen, bei dem das Trägersystem, der Wechselrichter, die Solarmodule, die Steuerung etc. integriert aufeinander abgestimmt sind. 

## Vor- und Nachteile
Der Hauptvorteil von nachgeführten Systemen ist der höhere Ertrag. An sonnigen Tagen liegt der Energiegewinn bei fast 60 %. Allerdings liegt dieser bei bedeckten Tagen ca. 10 % unter denen einer festen Anlage. Grund hierfür ist, dass Module mit Solartracker morgens und nachmittags relativ steil stehen und dadurch weniger Diffusstrahlung empfangen können. In mittleren Breiten beträgt der über das Jahr gemittelte Ertragsgewinn von zweiachsigen Anlagen ca. 30 %, in südlichen Ländern bis zu 50 %.
Durch die aufwendige mechanische Konstruktion sind die Investitionskosten erheblich höher. Auch der Wartungsaufwand ist größer.
Um die gegenseitige Abschattung bei tiefstehender Sonne zu verhindern, müssen die einzelnen Systeme in relativ großen Abständen zueinander aufgestellt werden.
In den letzten Jahren sind die Modulpreise stark gefallen, wodurch zweiachsig nachgeführte Anlagen kaum noch neu errichtet werden. Eine Alternative zu diesen sind einachsig nachgeführte Anlagen. Bei diesen Anlagen kann eine Schubstange mehrere Modulreihen gleichzeitig bewegen. Daher sind diese Systeme relativ günstig zu fertigen. Zudem verursachen sie kaum gegenseitige Verschattung. Der mittlere Ertragsgewinn liegt in Deutschland zwischen 12 % und 18 % und in Südeuropa zwischen 21 % und 27 %.

## Beispiele

Kleiner Solartracker mit Sensorsteuerung
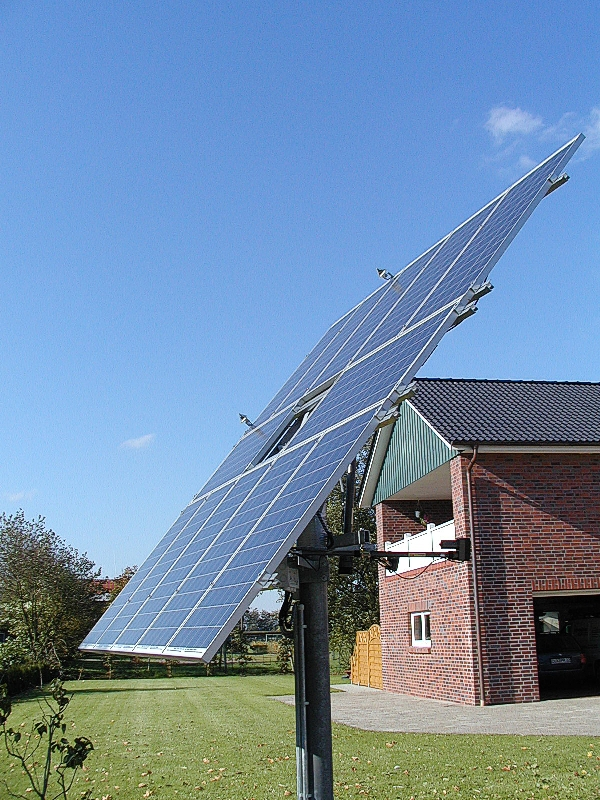
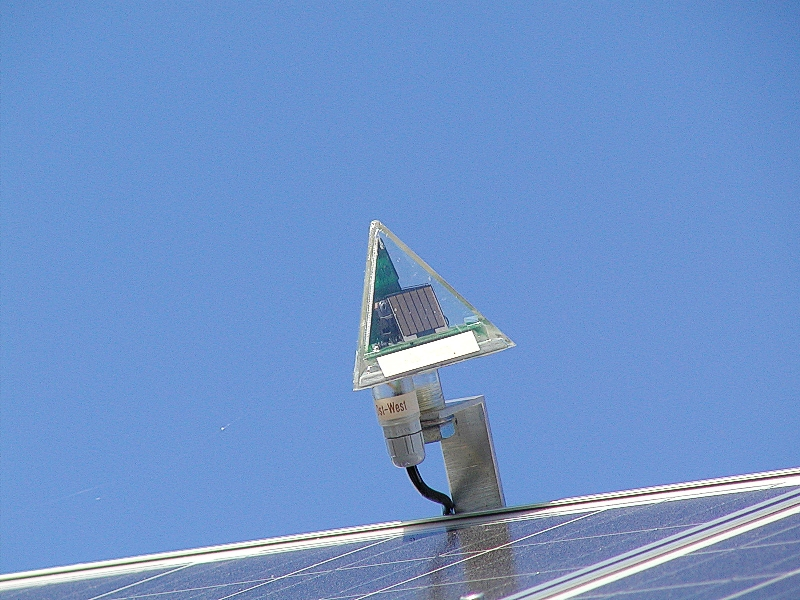
Strahlungssensor

Die weltgrößte Suntrackeranlage hat eine Solarfläche von 650 m² und  wurde von der Firma SunDriver Systems AG aus Zug/Schweiz entwickelt. Für dieses Gesamtsystem mit neu entwickelten und patentrechtlich geschützten Lösungen wurde der Hersteller 2010 mit dem Solar-Industry-Award in der Kategorie „Integrierte Lösungen“ ausgezeichnet.

Solartracker, max.
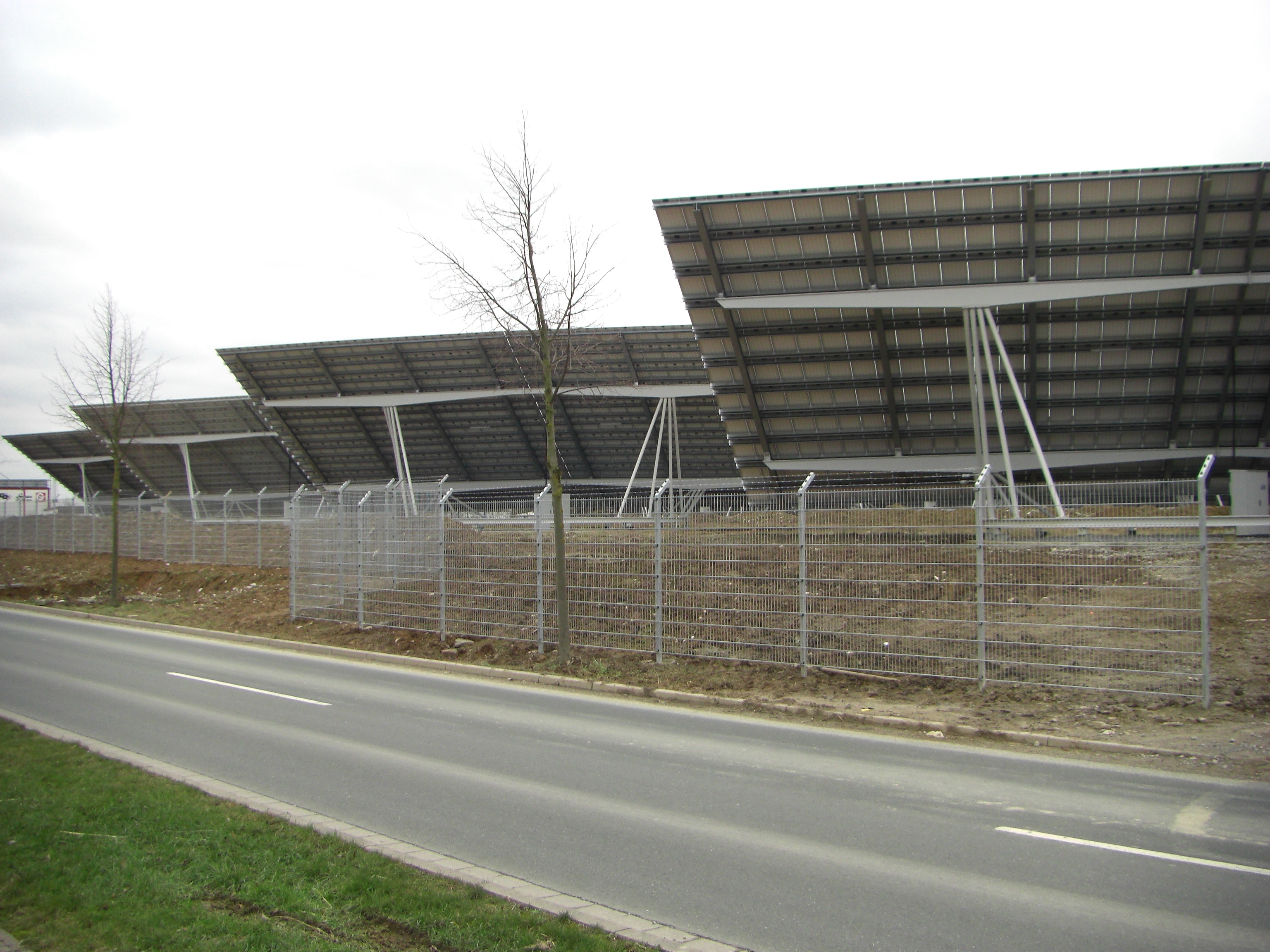

Diverse Komponenten von Solartrackern sind als Open-Source-Software beziehungsweise Open-Source-Hardware dokumentiert.